# أليساندرو سبينا
أليساندرو سبينا (1927–2013) هو الاسم المستعار الذي اختاره الكاتب (باسيلي شفيق خُزام) ليمهر به كتاباته الأدبية بالايطالية. ولد شفيق خزام عام 1927 ببنغازي لأسرة سورية مارونية تنحدر من حلب. هاجرت عائلته في مطلع القرن العشرين إلى ليبيا وأقامت في بنغازي مصنعاً تجارياً كبيراً للأنسجة عرف في المدينة بـ(مصنع شفيق) بمنطقة الفندق البلدي. درس شفيق خزام في المدارس الإيطالية وأكمل تعليمه الجامعي في ميلانو قبل أن يعود إلى بنغازي ليعمل بمصانع العائلة عام 1954 ليغادر ليبيا إلى إيطاليا في عام 1978 بعد أن استولى نظام القذافي على مصانع وممتلكات عائلته. استقر شفيق خزام في أحد مدن شمال إيطاليا وقضى حياته في القراءة والكتابة ونشر أعماله الأدبية العديدة والتي صدرت جميعها بأسمه الادبي (آليساندرو سبينا) حتى وفاته العام 2013.

## الكتب
- Tempo e Corruzione
- I confini dell'ombra. In terra d'oltremare
- Diario Di Lavoro: Alle Origini De I Confini Dell'ombra
- L'ospitalità intellettuale
- Elogio dell'inattuale

## الترجمات
صدر الجزء الأول من عمله الأدبي الضخم (حدود الظل) في ترجمته الإنجليزية في بريطانيا عام 2015 عن دارف للنشر – الفرع الإنجليزي لدار الفرجاني للنشر والتوزيع – وقام بترجمته الشاعر والمترجم اندريه نفيس ساهلي.